# Xã Iosco, Quận Waseca, Minnesota
Xã Iosco (tiếng Anh: Iosco Township) là một xã thuộc quận Waseca, tiểu bang Minnesota, Hoa Kỳ. Năm 2010, dân số của xã này là 550 người.